# Manuela Rey
María Manuela Ramona Rey González, também conhecida como Manuela Lopes Rey (Mondonhedo, 1 de outubro de 1842 — Lisboa, 26 de fevereiro de 1866), foi uma atriz de teatro galego-portuguesa.

## Biografia
Foi a mais velha dos oito filhos de Andrés Rey Expósito e Francisca González, que se casaram após o nascimento de Manuela, em março de de 1843. Segundo o livro Manuela Lopes Rey, número três da coleção Os contemporaneos, editado em 1867, Manuela foi entregue em adoção para uma família que fazia parte de uma companhia dramática itinerante. Posteriormente mudou-se quando jovem para Portugal. Segundo a Grande Enciclopédia Portuguesa e Brasileira o apelido "Lopes" foi-lhe atribuído pela sua mãe adotiva.
Em novembro de 1857 começou a trabalhar no Teatro Nacional D. Maria II de Lisboa, onde atuou em peças como O filho do cego, A alegria traz o susto, Os homens sérios, Os fidalgos do Bois-Doré, Fogo no convento, Vida de um rapaz pobre, Nobres e plebeus e Um cura de almas. Escreveu algumas obras como a comédia A atriz e o provérbio Por este deixarás pai e mãe.
O rei Pedro V de Portugal, antes de casar com a princesa Estefânia de Hohenzollern-Sigmaringa, teve um caso com ela. Manuela morreu de tifo na sua casa na Praça da Figueira e foi enterrada no Cemitério dos Prazeres. Dionisio Gamallo Fierros foi um dos seus biógrafos.